# Conventículo

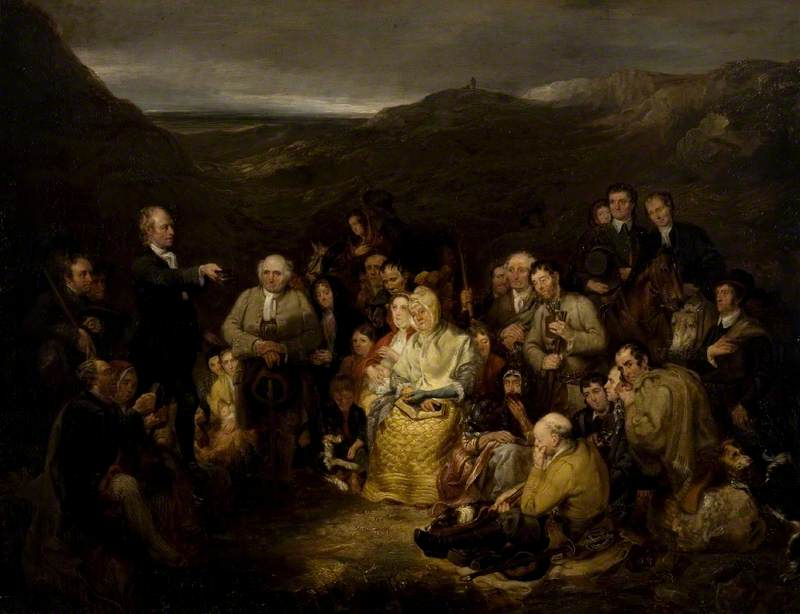
Un conventículo de covenanters. The Covenanters' Preaching, pintura de George Harvey.

Un conventículo (del latín: conventicŭlum diminutivo de conventus) es una reunión pequeña, extraoficial y religiosa clandestina de laicos.

## Historia
En la Edad Media, la expresión era un término despectivo para herejes o grupos religiosos que se reunían fuera de la iglesia oficial. Ya en 1199, el papa Inocencio III utiliza el término para referirse a asociaciones en Metz y  asimismo, el Concilio de Vienne, condenó a las beguinas como conventicula en 1311.

## Inglaterra
En Inglaterra hubo tres leyes parlamentarias que obligaron a las personas a asistir a los servicios de la Iglesia de Inglaterra y prohibieron reuniones clandestinas de laicos:
El Acta de Conventículos de 1593 permaneció durante un parlamento y sancionaba con prisión sin fianza de los mayores de dieciséis años de edad que no asistían a la iglesia; a los que persuadían de hacer lo mismo; a los que negaban la autoridad de Su Majestad en asuntos eclesiásticos; y los que asistían a conventículos religiosos ilegales.
El Acta de Conventículos de 1664 prohibió los conventículos (asambleas religiosas de más de cinco personas no auspiciadas por la Iglesia de Inglaterra). Esta ley fue parte del Código Clarendon, nombrada así por Edward Hyde, primer conde de Clarendon, que tenía por objeto desalentar el inconformismo y fortalecer la posición de la iglesia establecida.
El Acta de Conventículos de 1670 impuso una multa a cualquier persona que asistía a un conciliábulo (cualquier asamblea religiosa distinta de la Iglesia de Inglaterra) con cinco chelines por la primera ofensa y diez chelines por una segunda ofensa. Cualquier predicador o persona que permitía usar su hogar como una casa de reunión para una asamblea de este tipo podría ser multado con 20 chelines y 40 chelines por una segunda ofensa.
Muchos calvinistas, sin embargo, sostenían que la única «iglesia verdadera» era una reunión voluntaria de creyentes y que, por lo tanto, las iglesias parroquiales oficiales de la Iglesia de Inglaterra —que ofrecían los sacramentos incluso a los pecadores y los «papistas»—que fueron las iglesias falsas, mientras que un conciliábulo ilegalmente oficial podría ser una verdadera iglesia.

## Escocia

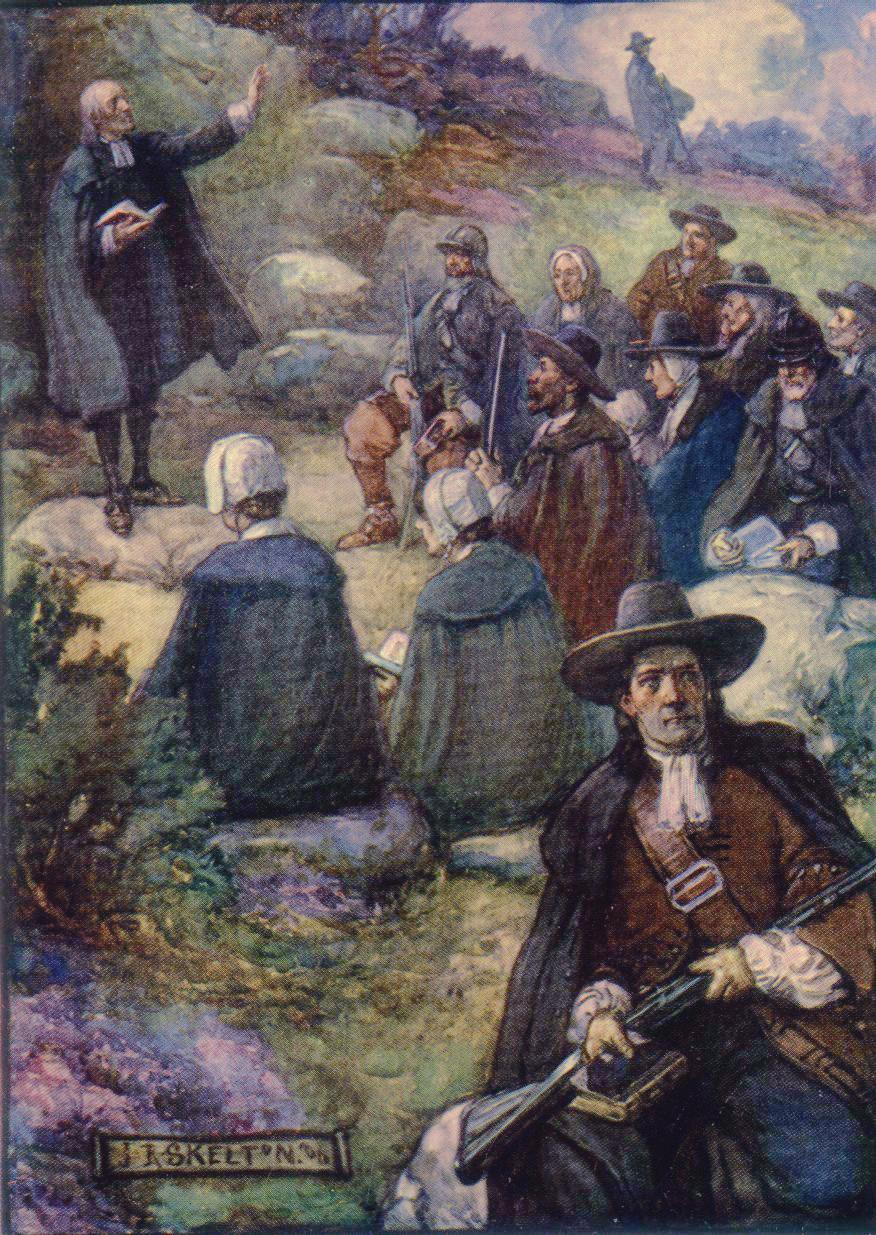
Representación imaginaria de un conventículo en proceso, en la Scotland's Story de H. E. Marshall (1906).

Los conventículos de los creyentes durante la reforma se llevaron a cabo en Escocia en la década de 1500 y se considera que han sido fundamentales en el movimiento que llevó al poder a la regente francesa María de Guisa. En 1600, varios conventículos escoceses se realizaron generalmente por pactantes (Covenanters en inglés) que se oponían a los obispos de la Iglesia episcopal escocesa establecida. Los predicadores radicales inconformes como John Blackadder realizaron ceremonias religiosas en conventículos.

## Finlandia
En Finlandia, el conventículo mantuvo la actividad básica sobre todo en el movimiento revivalista del despertar finés. Hoy en día, los grupos celulares utilizados en algunas iglesias son similares.

## Alemania
Philipp Jakob Spener mencionó a este tipo de asociaciones en su Pia Desideria, y fueron la base del movimiento evangélico luterano pietista alemán.
El primer conventículo conocido data en 1661, fundado por el teólogo de la Iglesia Reformada Theodor Undereyck, extendiéndose por toda Alemania rápidamente, a menudo dirigidas por artesanos, viejos soldados u otros hombres de clases medias y bajas.
Debido a la preocupante posibilidad de reuniones mixtas, conducta sexual inapropiada y conventículos de sectarismo subversivo, fueron condenados por primera vez por la corriente principal luterana y luego por los pietistas varias décadas después de su creación.